# Rivas (Loira)
Rivas és un municipi francès situat al departament del Loira i a la regió d'Alvèrnia-Roine-Alps. L'any 2007 tenia 494 habitants.

## Demografia

### Població
El 2007 la població de fet de Rivas era de 494 persones. Hi havia 166 famílies de les quals 16 eren unipersonals (4 homes vivint sols i 12 dones vivint soles), 53 parelles sense fills, 89 parelles amb fills i 8 famílies monoparentals amb fills.
La població ha evolucionat segons el següent gràfic:
Habitants censats

### Habitatges
El 2007 hi havia 175 habitatges, 167 eren l'habitatge principal de la família, 4 eren segones residències i 4 estaven desocupats. 165 eren cases i 9 eren apartaments. Dels 167 habitatges principals, 148 estaven ocupats pels seus propietaris i 19 estaven llogats i ocupats pels llogaters; 1 tenia una cambra, 2 en tenien dues, 12 en tenien tres, 53 en tenien quatre i 99 en tenien cinc o més. 142 habitatges disposaven pel capbaix d'una plaça de pàrquing. A 44 habitatges hi havia un automòbil i a 120 n'hi havia dos o més.

### Piràmide de població
La piràmide de població per edats i sexe el 2009 era:
| Homes | Edats   | Dones |
| ----- | ------- | ----- |
| 0     | 95 o +  | 0     |
| 0     | 90 a 94 | 0     |
| 0     | 85 a 89 | 0     |
| 0     | 80 a 84 | 0     |
| 0     | 75 a 79 | 4     |
| 8     | 70 a 74 | 4     |
| 4     | 65 a 69 | 8     |
| 12    | 60 a 64 | 4     |
| 12    | 55 a 59 | 12    |
| 16    | 50 a 54 | 16    |
| 24    | 45 a 49 | 28    |
| 24    | 40 a 44 | 24    |
| 8     | 35 a 39 | 16    |
| 4     | 30 a 34 | 12    |
| 12    | 25 a 29 | 8     |
| 16    | 20 a 24 | 12    |
| 24    | 15 a 19 | 32    |
| 16    | 10 a 14 | 20    |
| 4     | 5 a 9   | 4     |
| 8     | 0 a 4   | 4     |

## Economia
El 2007 la població en edat de treballar era de 356 persones, 277 eren actives i 79 eren inactives. De les 277 persones actives 263 estaven ocupades (143 homes i 120 dones) i 14 estaven aturades (7 homes i 7 dones). De les 79 persones inactives 21 estaven jubilades, 36 estaven estudiant i 22 estaven classificades com a «altres inactius».

### Ingressos
El 2009 a Rivas hi havia 177 unitats fiscals que integraven 516 persones, la mediana anual d'ingressos fiscals per persona era de 22.024 €.

### Activitats econòmiques
Dels 20 establiments que hi havia el 2007, 4 eren d'empreses de fabricació d'altres productes industrials, 4 d'empreses de construcció, 2 d'empreses de comerç i reparació d'automòbils, 2 d'empreses de transport, 1 d'una empresa d'hostatgeria i restauració, 2 d'empreses financeres, 2 d'empreses immobiliàries, 1 d'una empresa de serveis, 1 d'una entitat de l'administració pública i 1 d'una empresa classificada com a «altres activitats de serveis».
Dels 4 establiments de servei als particulars que hi havia el 2009, 2 eren guixaires pintors, 1 lampisteria i 1 restaurant.
L'any 2000 a Rivas hi havia 8 explotacions agrícoles que ocupaven un total de 220 hectàrees.

## Equipaments sanitaris i escolars
El 2009 hi havia una escola elemental integrada dins d'un grup escolar amb les comunes properes formant una escola dispersa.

## Poblacions més properes
El següent diagrama mostra les poblacions més properes.